# الألعاب البارالمبية الوطنية في سنغافورة
الألعاب البارالمبية الوطنية السنغافورية، والمعروفة سابقًا باسم الألعاب الوطنية لذوي الإعاقة، ثم باسم الرابطة الوطنية لذوي الإعاقة، هي حدث رياضي متعدد يشمل الأشخاص ذوي الإعاقة في سنغافورة. تقام البطولة على مدى عدة أشهر سنويًا، بهدف تعزيز الرياضة، ورعاية نمط حياة صحي بين الأشخاص ذوي الإعاقة، بالإضافة إلى توفير فرص للمنافسة المحلية. كما تهدف إلى إتاحة منصة للمشاركة على المستويين الترفيهي والتنافسي، ورفع مستوى الوعي بالرياضات الخاصة بالإعاقة بين أفراد المجتمع القادرين على العمل.
في عام 2002، كانت الألعاب الوطنية للأشخاص ذوي الإعاقة عبارة عن سلسلة من الفعاليات الرياضية امتدت على مدار سبعة أيام. وفي عام 2006، قام مجلس سنغافورة للرياضة لذوي الإعاقة بتجديد الألعاب وإعادة تسميتها بالرابطة الوطنية لذوي الإعاقة. أتاح هذا الشكل الجديد للبطولة للمشاركين التنافس على مدى ثلاثة أشهر، مما زاد من فرص التفاعل الاجتماعي والتعرض الرياضي.
بين عامي 2002 و2005، شهدت الألعاب الوطنية للأشخاص ذوي الإعاقة نموًا كبيرًا، إذ أصبحت سلسلة من الأحداث الرياضية التنافسية التي امتدت لسبعة أيام. ويعكس هذا التوسع العدد المتزايد من الأشخاص ذوي الإعاقة الراغبين في الانخراط في الأنشطة الرياضية، ويؤكد على الشعبية المتزايدة لهذا النوع من الفعاليات.
وفي عام 2006، حول مجلس الألعاب الوطنية للأشخاص ذوي الإعاقة إلى أول دوري وطني للأشخاص ذوي الإعاقة، الذي يمتد بين شهرين إلى ثلاثة أشهر، مما أتاح للرياضيين تجربة أجواء المنافسة الرياضية بصورة مستدامة. من خلال هذا الهيكل، تمكن الرياضيون من مراجعة أدائهم والعمل على تحسينه استعدادًا للجولات المقبلة.
شهدت نسخة عام 2009 من الدوري أعلى معدل مشاركة حتى ذلك الوقت، حيث بلغ عدد المشاركين 875 رياضيًا، مثلوا مزيجًا متنوعًا من الإعاقات المختلفة، وجاؤوا من 12 منظمة رعاية تطوعية، و6 مدارس خاصة، بالإضافة إلى 39 مشاركًا فرديًا، ما شكل إنجازًا بارزًا مقارنة بالسنوات السابقة.
- 2008 - 687 مشاركًا (مع 7 رياضات)
- 2007 - 518 مشاركًا (مع 11 رياضة)
- 2006 - 357 مشاركًا (مع 13 رياضة)

تضمنت الرياضات الخمس عشرة التي أُقيمت عام 2009: الرماية، كرة الريشة، كرة السلة، البوتشيا، البولينج، الشطرنج، الفروسية، كرة الصالات، ركوب الدراجات، كرة القدم على الكراسي المتحركة، الإبحار، الرماية، تنس الطاولة، وكرة السلة على الكراسي المتحركة.
وبالإضافة إلى تركيزها على التنمية الرياضية المستدامة، تهدف NDL إلى اكتشاف المواهب الرياضية، وتعمل كوسيلة لاختيار الرياضيين لتمثيل سنغافورة في المسابقات الدولية والإقليمية، مثل دورة الألعاب البارالمبية الآسيوية الأولى للشباب عام 2009 في طوكيو باليابان، ودورة الألعاب البارالمبية الآسيوية الخامسة عام 2009 في كوالالمبور بماليزيا.
وفي عام 2016، تمت إعادة تسمية بطولة NDL لتصبح الألعاب البارالمبية الوطنية في سنغافورة، بما يتماشى مع الألعاب الوطنية السنغافورية.